# Bestuurlijke indeling van Polen

Woiwodschappen van Polen

De bestuurlijke indeling van Polen bestaat sinds 1999 naast de centrale overheid uit drie bestuurslagen: 16 woiwodschappen (Województwo), 380 districten (Powiat) en 2479 gemeenten (Gmina). Dit systeem is ingevoerd door een reeks wetten in 1998 en ging in op 1 januari 1999. Voorheen waren er meer kleinere regio's (49) en geen districten.

## Woiwodschappen
Polen is verdeeld in woiwodschappen (Województwa, enkelvoud Województwo). De woiwodschappen hebben als organen:
- de wojwodschapsvergadering (Sejmik województwa)
- het wojwodschapsbestuur (Zarząd województwa)
- met als voorzitter de wojwodschapsmaarschalk (Marszałek województwa).

De centrale regering benoemt daarnaast de wojwod, vertegenwoordiger van de regering en toezichthouder op het zelfbestuur van het woiwodschap, de districten en de gemeenten.

## Districten

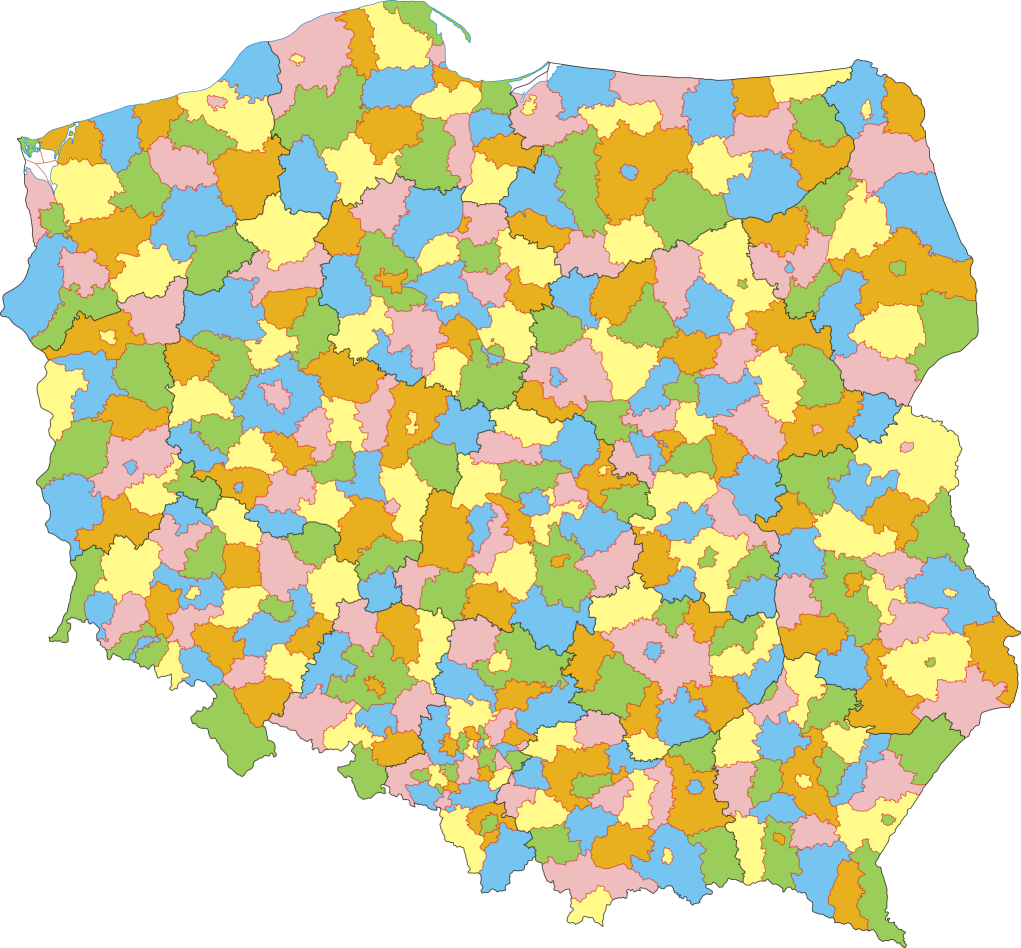
Districten in Polen

De woiwodschappen zijn verdeeld in districten (powiaty, enkelvoud powiat) en districtsvrije steden (enkelvoud Miasto na prawach powiatu ook wel aangeduid als powiat grodzki). Deze steden hebben dezelfde inrichting als de stedelijke gemeenten, maar voeren daarnaast ook de bestuurstaken uit.
Een district heeft als organen de districtsraad ('Rada powiatu), het districtsbestuur (Zarząd powiatu) en de voorzitter daarvan, de landraad (Starosta). de landraad geeft leiding aan het landraadsambt (starostwo powiatowe).

## Steden en gemeenten

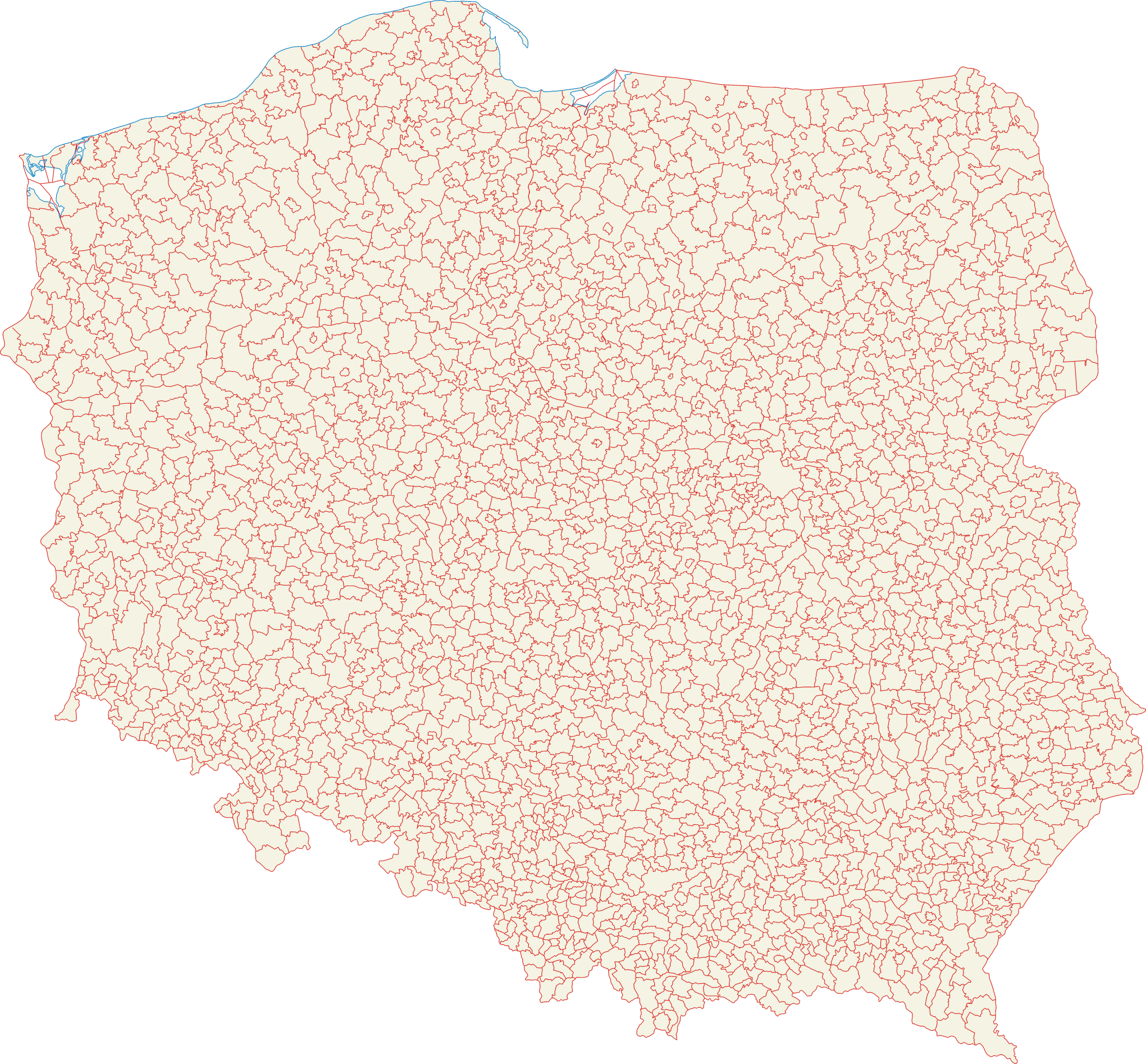
De Gmina's

De districten zijn op hun beurt weer onderverdeeld in gemeenten (gminy, enkelvoud gmina).
Er bestaan 3 verschillende type gmina's in Polen:
- stedelijke gemeente (gmina miejska), bestaande uit een stad
- stedelijke-landelijke gemeente (gmina miejsko-wiejska), bestaande uit een stad en dorpen
- landelijke gemeente (gmina wiejska), bestaande uit dorpen

Zowel stedelijke als stedelijk-landelijke gemeenten hebben stadsrecht. In het laatste geval hebben de dorpen in de gemeente enige vorm van zelfbestuur.
Op lokaal niveau bestaan naast de gemeenten ook de districtsvrije steden.
De steden en gemeenten hebben de volgende bestuursorganen:
|                       | Volksvertegenwoordiging   | Voorzitter macht                  | Uitvoerende dienst            |
| Landelijke gemeente   | Gemeenteraad (Rada Gminy) | Voogd (Wójt)                      | Gemeentebestuur (Urzad Gminy) |
| Steden                | Stadsraad (Rada Miasta)   | Burgemeester (Burmitsrz)          | Stadsbestuur (Urzad Miasta)   |
| Districtsvrije steden | Stadsraad (Rada Miasta)   | Stadspresident (Prezydent Miasta) | Stadsbestuur (Urzad Miasta)   |

De gemeente kan onderverdeeld zijn in schoutambten (Sołectwo) met een eigen schout (Sołtys) als voorzitter van een Dorpsraad (Rada Sołecka).
Ermland-Mazurië · Groot-Polen· Heilig Kruis · Klein-Polen · Koejavië-Pommeren · Łódź · Lublin · Lubusz · Mazovië · Neder-Silezië · Opole · Podlachië · Pommeren · Silezië · Subkarpaten · West-Pommeren